# Liste des députés européens de Suède de la 6e législature
Cet article présente l'ensemble des députés européens ayant siégé pour la Suède lors de la mandature 2004-2009.

## Les députés européens élus en 2004
| Nom                    | Liste                                           | Groupe parlementaire européen |
| ---------------------- | ----------------------------------------------- | ----------------------------- |
| Jan Andersson          | Parti social-démocrate suédois des travailleurs | PSE                           |
| Maria Carlshamre       | Parti du peuple - Les Libéraux                  | ADLE                          |
| Charlotte Cederschiöld | Parti du rassemblement modéré                   | PPE-DE                        |
| Lena Ek                | Parti du centre                                 | ADLE                          |
| Christofer Fjellner    | Parti du rassemblement modéré                   | PPE-DE                        |
| Hélène Goudin          | Liste de juin                                   | ID                            |
| Anna Hedh              | Parti social-démocrate suédois des travailleurs | PSE                           |
| Ewa Hedkvist Petersen  | Parti social-démocrate suédois des travailleurs | PSE                           |
| Gunnar Hökmark         | Parti du rassemblement modéré                   | PPE-DE                        |
| Anna Ibrisagic         | Parti du rassemblement modéré                   | PPE-DE                        |
| Nils Lundgren          | Liste de juin                                   | ID                            |
| Cecilia Malmström      | Parti du peuple - Les Libéraux                  | ADLE                          |
| Carl Schlyter          | Parti de l'environnement Les Verts              | Verts/ALE                     |
| Inger Segelström       | Parti social-démocrate suédois des travailleurs | PSE                           |
| Jonas Sjöstedt         | Parti de gauche                                 | GUE/NLG                       |
| Eva-Britt Svensson     | Parti de gauche                                 | GUE/NLG                       |
| Åsa Westlund           | Parti social-démocrate suédois des travailleurs | PSE                           |
| Anders Wijkman         | Chrétiens-démocrates                            | PPE-DE                        |
| Lars Wohlin            | Liste de juin                                   | ID                            |

## Entrants/Sortants
| Entrant      | Parti | Groupe  | En remplacement de    | Date             | Motif                                                              |
| ------------ | ----- | ------- | --------------------- | ---------------- | ------------------------------------------------------------------ |
| Göran Färm   | S     | PSE     | Ewa Hedkvist Petersen | 1er février 2007 |                                                                    |
| Olle Schmidt | FP    | ADLE    | Cecilia Malmström     | 19 octobre 2006  | Nommée ministre des affaires européennes du Gouvernement Reinfeldt |
| Jens Holm    | V     | GUE/NLG | Jonas Sjöstedt        | 27 octobre 2007  |                                                                    |